# Калиновка (Ивановский район)
Калиновка (укр. Калинівка) — село, относится к Ивановскому району Одесской области Украины.
Население по переписи 2001 года составляло 483 человека. Почтовый индекс — 67221. Телефонный код — 4854. Занимает площадь 5,702 км². Код КОАТУУ — 5121881401.
С 2005 года в Калиновке функционирует 2 блока свинофермы.

## Местный совет
67221, Одесская обл., Ивановский р-н, с. Калиновка, ул. 30-летия Победы, 8.